# Palacio de Gelmírez

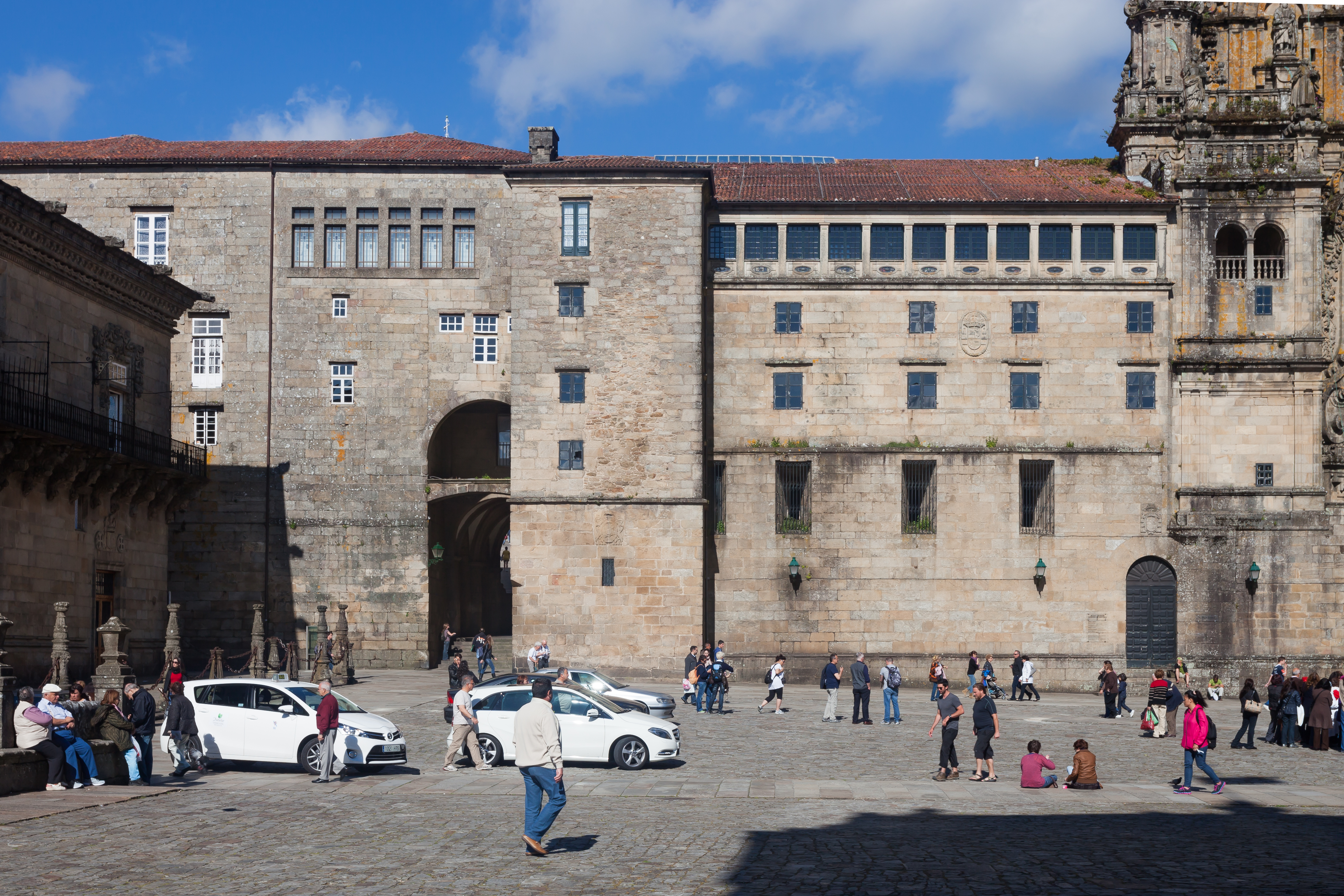
Vista del palacio desde la plaza del Obradoiro.

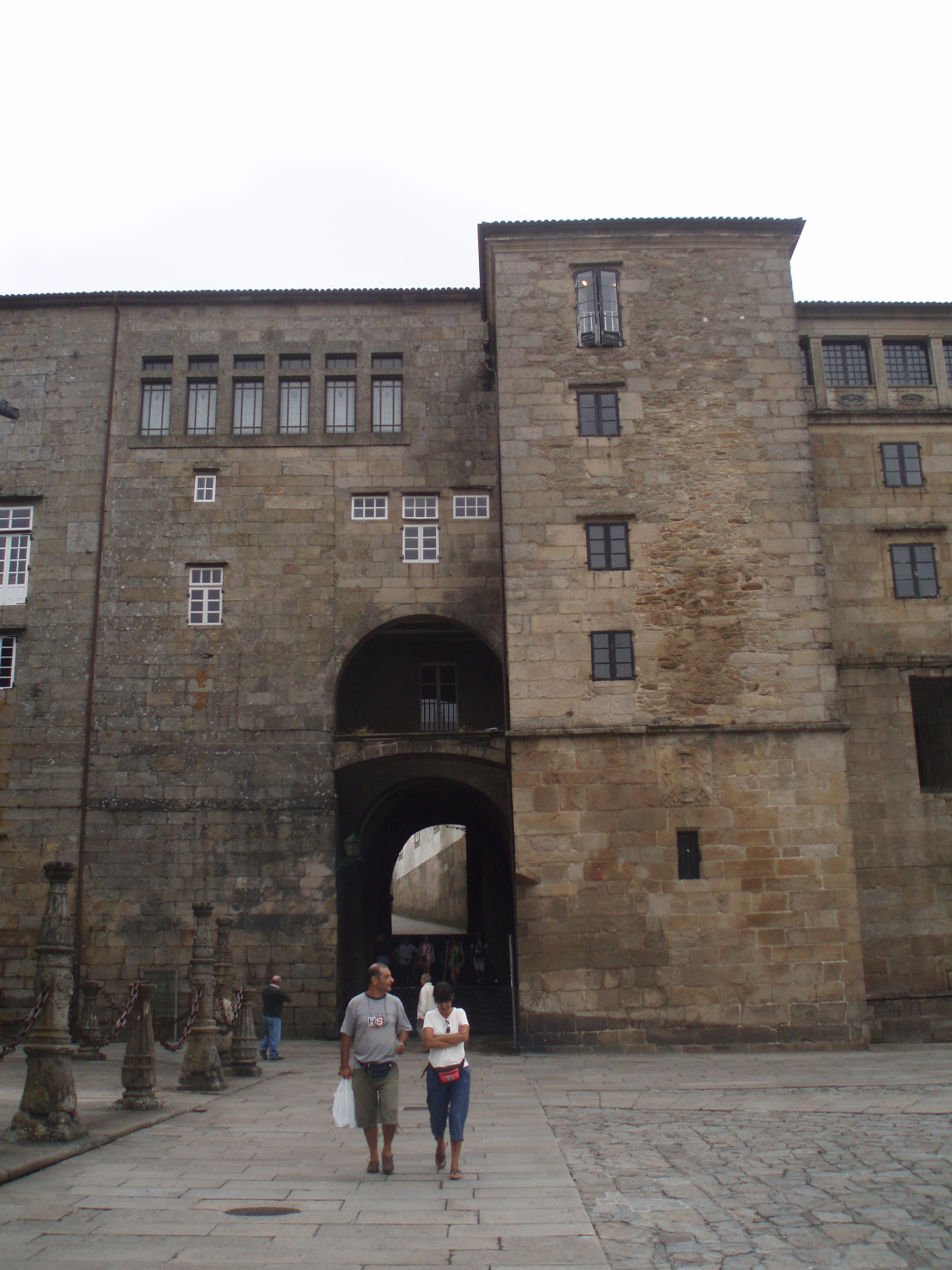
Detalle del arco del palacio

El palacio de Gelmírez (pazo de Xelmírez, en gallego) es el antiguo palacio episcopal de la catedral de Santiago de Compostela, situado en el lado norte de la catedral hacia la plaza del Obradoiro. Fue construido por Diego Gelmírez, arzobispo de Santiago entre 1120 y 1136, aunque del edificio original solo se conservan las puertas de comunicación con la basílica: la puerta de Gramáticos, la puerta de la Torre y la puerta de la tribuna. 
Tras ser la sede provisional del Parlamento de Galicia —desde su constitución el 19 de diciembre de 1981 hasta que se trasladó al pazo de Fonseca, en verano de 1982—, actualmente tiene un nuevo uso museístico, integrado dentro del área del Museo de la Catedral de Santiago de Compostela. 
En 2015, en la aprobación por la Unesco de la ampliación del Camino de Santiago en España a «Caminos de Santiago de Compostela: Camino francés y Caminos del Norte de España», España envió como documentación un «Inventario Retrospectivo - Elementos Asociados» (Retrospective Inventory - Associated Components) en el que en el n.º 936 figura el pazo de Gelmírez.

## Historia

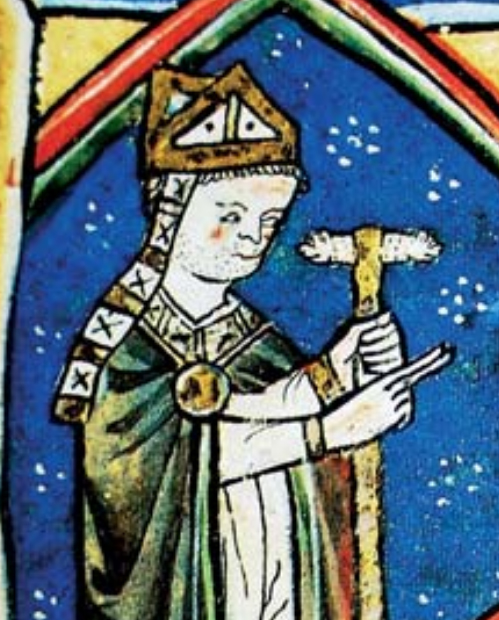
El obispo Gelmírez, en una miniatura del Tombo de Toxos Outos.

Gelmírez lo mandó construir para sustituir el antiguo pazo arzobispal situado en la fachada de las Platerías, datado entre los años 830 y 880, y que había sido prácticamente destruido en las revueltas acaecidas en Santiago de Compostela en 1117.

Ya que aquí afluyen reyes, príncipes y magnates... hizo... unos palacios amplios y elevados, dignos y regios, capaces de hospedar... una multitud de príncipes y de pueblos.
Historia Compostelá

Ya hacia 1180, Pedro Suárez de Deza hizo las primeras reformas. A mediados del siglo XIII, el arzobispo Juan Arias encargó nuevos cambios al maestro Boneth, hacia 1250, para mostrar no solo su poder sino, sobre todo, su señoría sobre la ciudad. Su modelo fueron los obispados que por entonces se erguían en las principales sedes episcopales francesa, formados de tres componentes principales, además del palacio: una capilla, de uso exclusivo del prelado; una gran sala de doble planta, para diferentes usos, influenciado por el conjunto palaciego del obispo de París, construido por Maurice de Sully; y, por último, una torre, símbolo permanente del poder temporal del obispo sobre la ciudad. En los siglos XV y XVI el palacio se reformó de nuevo por decisión de los arzobispos Lope de Mendoza, Alonso de Fonseca y Ulloa y Maximiliano de Austria.
En el siglo XVIII también fue reformado, con la construcción de una nueva planta que exigió levantar una nueva fachada barroca, a modo de contrafuerte.

## Estructura

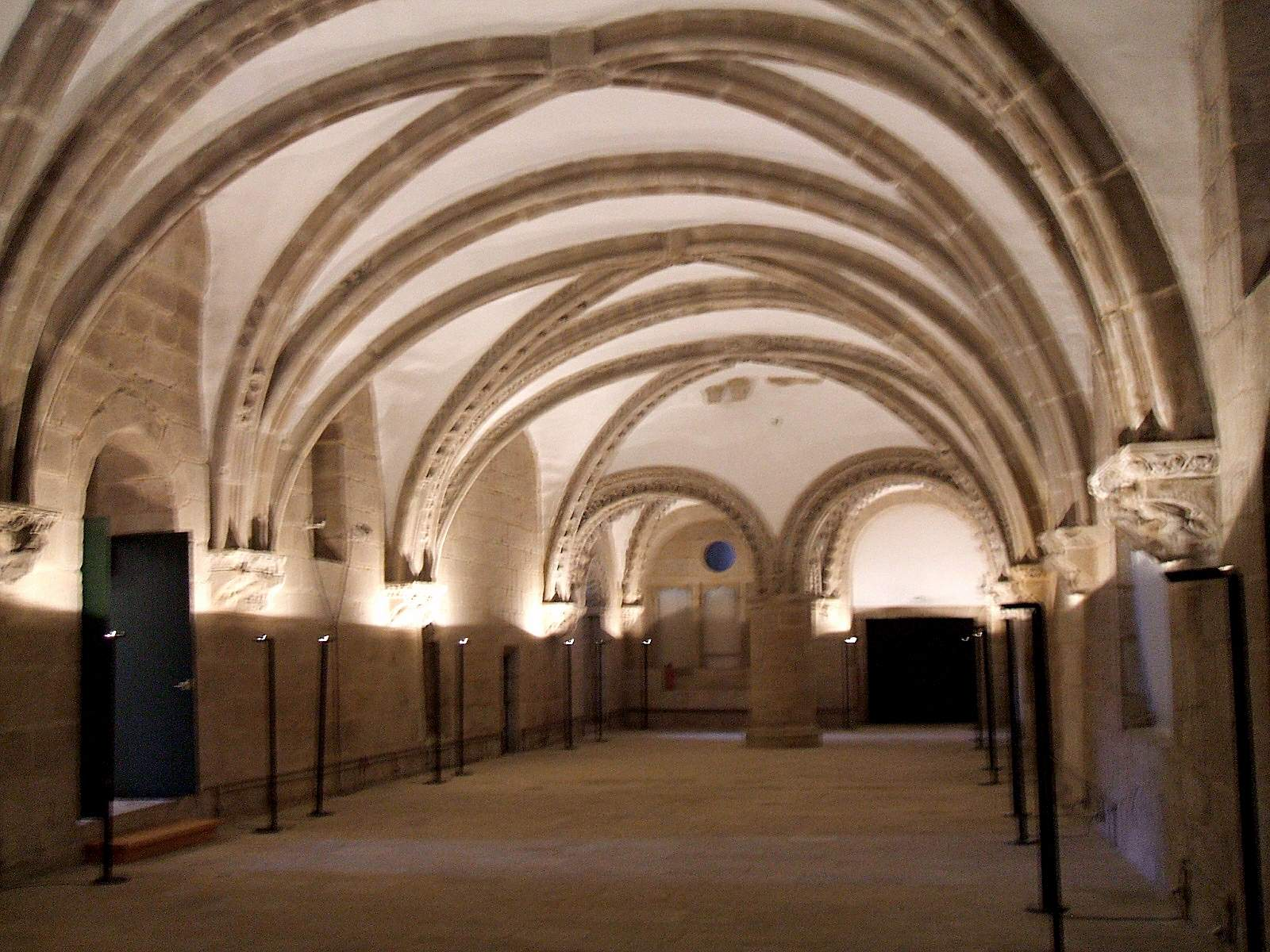
Una de las salas interiores del palacio

El edificio está alineado con la fachada occidental románica de la catedral, con tres plantas y acceso desde la plaza del Obradoiro. Traspasado este acceso se puede ver el pórtico románico original, oculto ahora tras la nueva fachada del siglo XVIII. 
El palacio arzobispal de Santiago, llamado «de Gelmírez», contiene los espacios más importantes de la arquitectura civil cristiana de los siglos XII y XIII conservados en España.
La parte más notable del edificio la forman dos salones superpuestos: el bajo, a nivel de calle, con dos naves, y, sobre él, el alto, de una sola nave. Entre ambos hay una diferencia de fechas relevante: el bajo puede ser de la época de fundación del palacio, de hacia 1120, y el alto es un siglo posterior. Entre ellos varía la forma de cubrición, pues cuando se realizó el salón alto ya se empleaban las bóvedas de crucería habituales en la arquitectura gótica. En este cambio hay concomitancia entre la catedral y el palacio: en ambos existe una primera fase con bóvedas románicas (el salón bajo del palacio y las naves de la catedral) y una conclusión con bóvedas góticas (el salón alto en el palacio y la ampliación del maestro Mateo en la catedral).
En la planta baja está la Sala de Armas, con el vestíbulo a un lado (contiguo a la torre de la catedral) y el arco del palacio al norte; esta sala está dividida por columnas compuestas por cuatro más delgadas en dos naves con cinco tramos, y con bóvedas de arista.

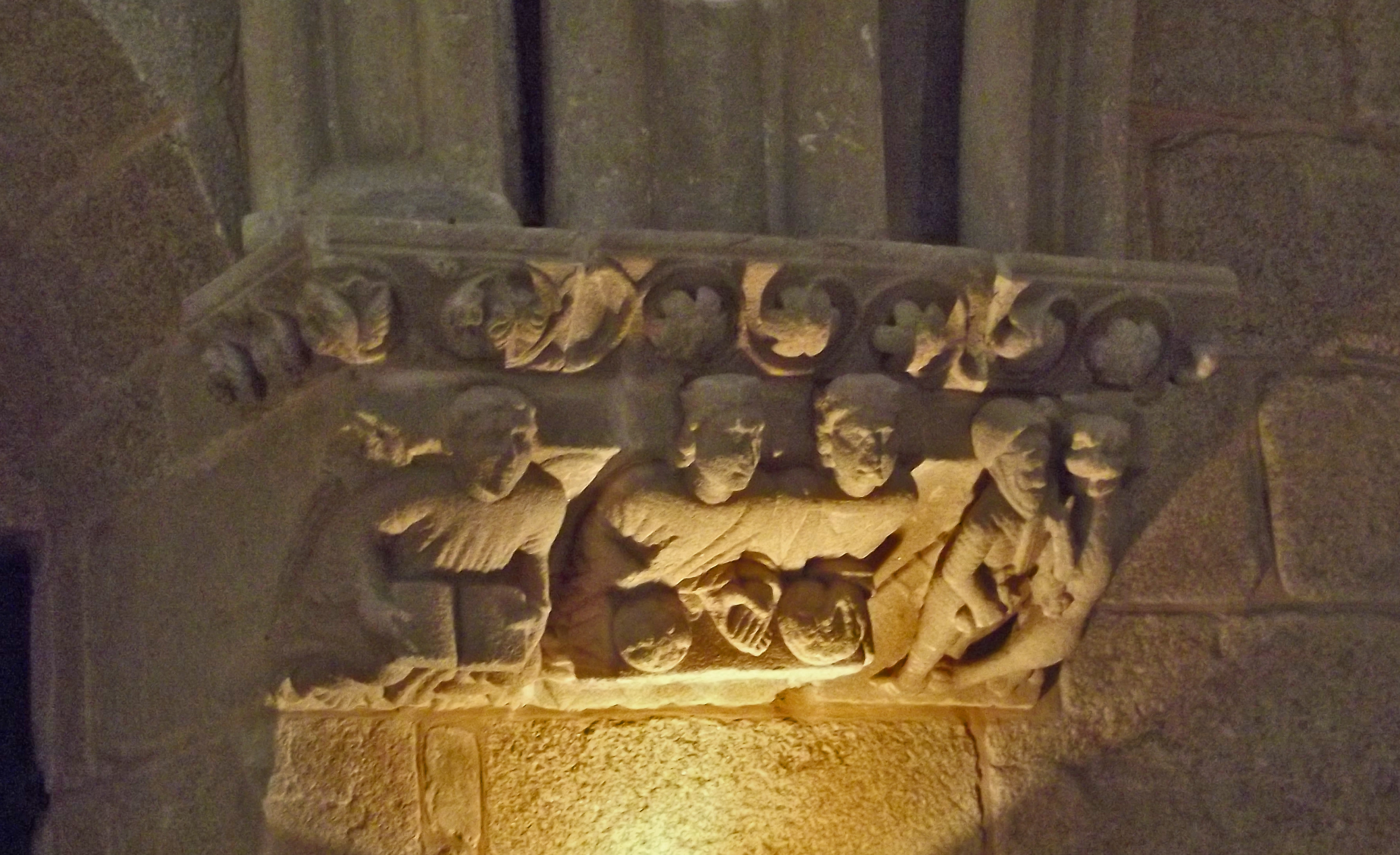
Uno de los canecillos del salón de ceremonias.

El patio que sigue conduce a las escaleras por las que se sube al Salón de Ceremonias o Sinodial, construido entre 1253 y 1266 por el maestro Pedro Boneth sobre la sala de armas y el arco de palacio. Se trata de un amplio salón diáfano, de planta rectangular (de 32 x 8,40 metros), dividido en seis tramos rebajados, con bóvedas de crucería tripartita. Unos arcos fajones cargan sobre los nervios de las bóvedas y canecillos, de gran importancia, embutidos en los muros laterales. Son todas historiadas y una variada y rica decoración aumenta de forma progresiva desde los tramos del sur hacia los del norte. Representan un banquete con la asistencia de reyes, nobles y clérigos, acompañados de músicos y en las claves de los últimos tramos del sur se incluyen, en medio del follaje, sus respectivos ángeles que sostienen en sus manos un llameante disco solar y un creciente lunar (temas apocalípticos a los que también recurrió el maestro Mateo en la cripta y el arco exterior del inmediato Pórtico de la Gloria). Los distintos autores asumen que se trate de las bodas de Afonso IX y doña Berenguela; para otros representarían la peregrinación de Fernando III el Santo y su esposa, Beatriz de Suabia. En los capiteles se representan los comensales comiendo una empanada. Este elegante salón comedor es la obra civil gótica más acabada que se conserva en Galicia.
Otras estancias sobresalientes son la cocina medieval, una sala de guarda e la sala del arzobispo Manrique (del século XVI).
Desde los corredores do palacio se pueden ver partes de la fachada norte de la catedral, en la que merecen especial atención algunos de los canecillos románicos.

### Canecillos
El recorrido de los canecillos se inicia por el situado en el centro del ábside norte en el que se ve una figura de pie, con las manos extendidas en gesto de oración, vestido con amplios ropajes. Se cree que representa un sacerdote. Lo flanquean dos sirvientes vestidos con túnica corta: el de la izquierda sujeta una vasija, en parte velada por un paño que le cae desde el hombro; el de la derecha carga una especie de sopera. Los tres están calzados, son lampiños y tienen el cabello corto.
El del muro occidental, más cerca del ábside, muestra un personaje sentado a la mesa, cubierta por un mantel, que es atendido por cuatro sirvientes: uno destapa una especie de sopera que sostienen por la base el señor y el criado; al otro lado de la mesa un nuevo doméstico parece cortar una hogaza de pan. En las partes laterales del canecillo, de menor vuelo que el central, se labraron dos criados de rodillas: el de la izquierda lleva una sopera mayor que la anterior; el otro, con las manos veladas, presenta una empanada, a juzgar por la ornamentación de su parte superior. El canecillo ubicado enfrente, quizás obra del mismo artista, es el único del salón que repite la empanada con la misma ornamentación, al destapar la sopera, y a un sirviente con panes; también la mesa y mantel que la cubre son análogos.

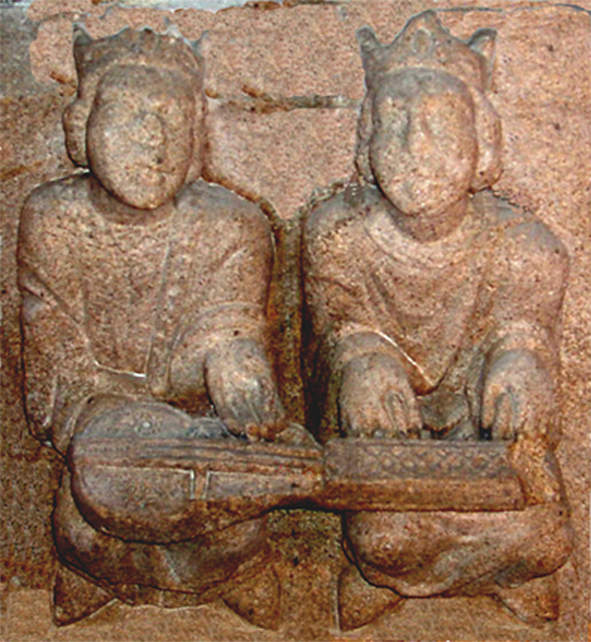
Canecillo con músicos sosteniendo un organistrum.

En el segundo el comensal se está lavando las manos. Un sirviente maneja una hermosa jarra; otro, descabezado, le ofrece una toalla que extiende sobre la mesa. En los extremos, otros dos criados de rodillas llevan unas soperas como las anteriores, al tiempo que su atuendo, cabello y falta de barba también coincide con el aspecto de los primeros sirvientes. La repisa ubicada enfrente presenta músicos.
En el tercer canecillo cabia la temática, la disposición y el autor. En el centro, dos figuras sentadas tocan un organistrum; los bordes de sus ropas están ornamentados y ciñen sus cabezas coronas con gemas. A la izquierda un nuevo músico toca una fídula oval que apoya en sus piernas; al de la derecha le faltan los brazos; ambos están cobijados por arcos, disposición que se repite en el canecillo que forma pareja con él, siendo los únicos que presentan tal disposición. El siguiente del lado occidental se decora con tres ángeles de alas desplegadas y cabezas aureoladas que extienden unos letreros con epígrafes diferentes. Según López Ferreiro, en una lee: «VIR FIDELIS/ CORONABITVR IN CELIS» (el varón fiel será coronado en el cielo), en otra: «QVOT TIBI NON VIS FIERI/ ALTERI NE FACIAS» (lo que no quieras para ti, no se lo hagas a otro); finalmente, de la tercera inscripción Ferreiro dice: «está tan gastada, que apenas puede leerse». Las ropas de los ángeles tienen los bordes ornamentados, el situado a la izquierda bosqueja una leve sonrisa, y su cabello es rizado.
En el quinto vuelven a representarse escenas de un banquete. Una pareja coronada está sentada a una mesa de la que asoman sus zapatos, se cogen de la mano y mientras el personaje de la derecha toma un pan, su compañero tiene delante un plato con viandas y doblaba un brazo, hoy mutilado, sobre el pecho. A su lado, en el extremo del canecillo, un ángel lector apoya un libro abierto sobre sus rodillas; en el otro lado, un soldado con barba, vestido con cota de malla y casco en la cabeza, se protege el pecho con un escudo y se defiende con una espada, rota, que clavó en un cuadrúpedo, posiblemente un oso, con el que combate. La bestia se apoya sobre sus patas traseras y tiene una de las delanteras en el escudo del guerrero.
Los del muro oriental presentan, de sur a norte, los siguientes temas: en el primero aparece en el centro un personaje coronado y con una barba rizada, única figura que junto el soldado de la repisa de enfrente la luce, que sujeta con su mano izquierda una redoma cuya barriga toca con la diestra. Porta una túnica y manto abotonada con una fídula sobre el hombro derecho. Quizás podría representar un rey, a juzgar por la corona que ciñe su cabeza. A los lados, sus respectivos músicos, también coronados, aunque imberbes y sin manto. Los músicos con diferentes instrumentos se repiten en los tres canecillos siguientes; así en el segundo se ven cuatro músicos sentados, los del centro, con coronas en sus cabezas, llevan fídulas entalladas; los de los lados sujetan una viola vertical que los musicólogos la describen cómo «uno de los instrumentos más misteriosos del palacio de Gelmírez» y quizás una cítara, que, como el anterior, parece que surgió en el siglo XIII, por lo que tendría aquí una representación temprana.
En el siguiente se reitera la pareja sentada y coronada, aunque ahora sin instrumento musical en sus manos. El de la izquierda tiene roto un brazo y con la mano derecha sostiene un largo puñal o espada corta desenvainada cuya punta apoya sobre el pecho; su compañero, también mutilado, probablemente sujetaba un puñal y descansa la otra mano sobre la rodilla. A los lados se encuentran un sirviente sentado en una silla baja con los pies cruzados, con un objeto circular en sus manos, jalonado y con botón en su parte superior; al otro lado un músico, también sentado y con las piernas cruzadas, agarra en sus manos una nueva cítara.
En el penúltimo canecillo del muro oriental se representan tres músicos de pie, calzados y con túnicas hasta media pierna. El del centro cubre su cabeza con un gorro y lleva una arpa; otro, una fídula; finalmente el tercero, sopla en una flauta doble, instrumento que se ve en la puerta principal del monasterio de San Lorenzo de Carboeiro y en los Ancianos del Pórtico del Paraíso en la catedral de Orense. El último canecillo vuelve a presentar unos comensales semejantes a los del situado enfrente; uno de los sirvientes sostiene con las manos una pila de cuatro panes; el otro, sujeta un cántaro y se disponen a servir la bebida.
Es evidente a formación de los autores de estas piezas en el taller del maestro Mateo, tanto por los motivos decorativos como en la manera de esculpir las imágenes. Muestran, por lo tanto, una gran semejanza con los elementos del desaparecido claustro medieval de la catedral compostelana, de la portada de la capilla de la Corticela y el claustro de la Colegiata de Santa María del Sar.

## El palacio en la actualidad
El palacio de Gelmírez fue la sede provisional del Parlamento de Galicia desde su constitución el 19 de diciembre de 1981 hasta que se trasladó al pazo de Fonseca en verano de 1982 y, finalmente, a la actual sede en el pazo del Hórreo en 1989. Para conmemorar los 30 años del Parlamento, el 19 de diciembre de 2011 se celebró en el palacio de Gelmírez una sesión extraordinaria del Parlamento.

El 19 de diciembre de 1981 se constituía, entre los centenarios muros del palacio de Gelmírez, la primera legislatura del Parlamento de Galicia. Hoy, transcurridos treinta años desde su creación, y asentada desde hace algo más de dos décadas en su sede definitiva del pazo del Hórreo, la Cámara se consolidó plenamente como pilar consubstancial de la autonomía de Galicia.
Pilar Rojo, presidenta de la Cámara.

Actualmente, el pazo tiene un nuevo uso museístico, integrado dentro del área del Museo de la Catedral de Santiago de Compostela. En agosto de 2012 acogió la primera exposición pública del Códice Calixtino, poco después de su recuperación tras su robo en 2011. En 2013 fue acondicionado como sala de exposiciones temporales.